# Idioma chatino
El idioma chatino es una  familia de lenguas indígenas que se habla en el sur del estado mexicano de Oaxaca. Forma parte del grupo de lenguas zapotecanas de la rama oriental de la familia lingüística otomangue. Es hablada por unos cincuenta mil individuos pertenecientes al grupo étnico chatino, cuyo territorio étnico tradicional se localiza en el sur de Oaxaca.
Los chatinos son un pueblo muy cercano en lengua y cultura a los zapotecos, cuyas lenguas constituyen la otra parte del grupo de lenguas zapotecanas. Los chatinos llaman a su propia lengua chat'ña, que significa palabra difícil. La lengua chatina goza de reconocimiento como lengua nacional en México.

## Dialectos
Franz Boas 1913 y Campbell 2013 clasifican a la lengua chatina como un grupo de tres lenguas, que muestran grados distintos de inteligibilidad mutua.
- Chatino de Zenzontepec
- Chatino de Tataltepec
- Chatino del este

Campbell (2013), en un estudio basado en innovaciones compartidas primero divide las lenguas chatinas en dos grupos: el de Zenzontepec y el grupo del chatino de la costa. Luego divide este último grupo en dos: el chatino de Tataltepec y el chatino oriental. El chatino oriental incluye todas las otras variantes chatinas y Campbell no encuentra innovaciones compartidas para comprobar la subdivisión del chatino oriental. Este hallazgo refleja la división tripartita de las lenguas chatinas, en que el chatino consta de tres "dialectos" con poca inteligibilidad mutua, de Boas (1913), basado en los comentarios de un hablante del chatino.

## Comparación con otras lenguas
La cercanía entre las lenguas zapotecas y el chatino puede ser examinada comparando la forma de los numerales:
| Significado                   | uno   | dos     | tres   | cuatro  | cinco   | seis    | siete  | ocho    | nueve | diez |
| ----------------------------- | ----- | ------- | ------ | ------- | ------- | ------- | ------ | ------- | ----- | ---- |
| Zapoteco septentrional (Xhon) | to    | chope   | shone  | tape    | gayo'   | xope    | gaze   | xono'   | ga    | chi  |
| Zapoteco del Istmo            | tobi  | chuppa  | chonna | taapa   | gaayu'  | shoopa' | gadxe  | shono   | ga'   | chií |
| Zapoteco del Valle (Mitla)    | tehb  | tyo'p   | chôn   | tahp    | gaî     | sho'p   | gáhdz  | shúhn   | gâ    | cû   |
| Zapoteco de Ixtlán            | ttubi | chuppá  | tsunná | tappa   | gàyu'   | sh:uppá | gatsì  | sh:unú' | gà    | tsìi |
| Zapoteco de Zoogocho          | to    | chop    | shonhe | tap     | gayu'   | zh:op   | galle  | zh:ono' | ga    | shi  |
| Chatino                       | ska23 | tukwa32 | snã32  | hakwa23 | ki'yu32 | skwa32  | kati21 | snũ23   | kaa2  | tii2 |

## Fonología
El inventario consonántico del chatino de la zona alta viene dado por:
|                 | Labial | Alveolar | Alveo- palatal | Velar | Labio- velar | Glotal |
| --------------- | ------ | -------- | -------------- | ----- | ------------ | ------ |
| Oclusiva        | p      | t, d     | tʲ, dʲ         | k, g  | kʷ, gʷ       | ʔ      |
| Africada simple |        | ts, dz   | tʃ, dʒ         |       |              |        |
| Fricativa       |        | s        | ʃ, hʲ          |       | hʷ           | h      |
| Aproximantes    |        | l, r     | lʲ, y          |       | w            |        |
| Nasal           | m      | n        | nʲ             |       |              |        |

En cuanto a las vocales existen cinco timbres, oposición de cantidad y nasalidad, por lo que el inventario de vocales es extenso:
orales / i, iː, e, eː, a, aː, o, oː, u, uː/
nasales /ĩ, ĩː, ẽ, ẽː, ã, ãː, õ, õː, ũ, ũː/
El inventario consonántico anterior no es el mismo para todas las variedades, una reconstrucción hecha a partir de diversas variedades reconstruye para el proto-chatino el siguiente inventario:
|                 | Alveolar | Alveo- palatal | Velar- palatal | Velar | Labio- velar | Glotal |
| --------------- | -------- | -------------- | -------------- | ----- | ------------ | ------ |
| Oclusiva        | *t       | *tʲ            | *kʲ            | *k    | *kʷ          | *ʔ     |
| Africada simple | *ʦ       |                |                |       |              |        |
| Fricativa       | *s       |                |                |       |              | *h     |
| Aproximantes    | *l       | *lʲ, *y        |                |       | *w           |        |
| Nasal           | *n       | *nʲ            |                |       |              |        |

En cuanto a las vocales la reconstrucción incluye sólo vocales breves / *i, *e, *a, *o, *u/ que pueden aparecer nasalizadas /*ĩ, *ẽ, *ã, *õ, *ũ/ y con dos tonos: alto (´) y bajo (`).